# مسفر بن عبد الرحمن آل غاصب
مسفر بن عبد الرحمن آل غاصب (1960م/ 1380 هـ -) سفير السعودية لدى بلغاريا منذ 6 فبراير 2017، وكان سابقًا سفيرًا للسعودية لدى أفغانستان، ومستشارٌ في السفارة السعودية في مدريد سابقًا.

## الحياة العلمية
- بكالوريوس علوم سياسية من جامعة الملك سعود عام 1406 هـ.
- دبلوم معهد الدراسات الدبلوماسية عام 1409 هـ.

## المناصب السابقة
- عمل رئيس القسم القنصلي في السفارة في واشنطن سابقًا.